# Pontarachna anellata
Pontarachna anellata is een mijtensoort uit de familie van de Pontarachnidae. De wetenschappelijke naam van de soort is voor het eerst geldig gepubliceerd in 1936 door Sokolov.